# IEEE 802.20
IEEE 802.20 или Мобильный широкополосный беспроводной доступ (англ. Mobile Broadband Wireless Access, MBWA) — это спецификация, созданная стандартизирующей ассоциацией Института инженеров электротехники и электроники (англ. Institute of Electrical and Electronics Engineers, IEEE) для мобильного беспроводного доступа к сетям Интернета. Основной стандарт был опубликован в 2008 году. MBWA больше не находится в активном развитии.
Эта беспроводная технология широкополосной передачи также известна и продвигаема как iBurst (или HC-SDMA, High Capacity Spatial Division Multiple Access). Она первоначально разрабатывалась компанией ArrayComm и оптимизировала использование своей полосы пропускания частот с помощью чувствительных антенн. Компания Kyocera является производителем устройств iBurst. iBurst продвигается организацией iBurstAssociation (сокращённо iBa).

## Описание
iBurst — это система мобильного широкополосного беспроводного доступа, которую сначала разрабатывала ArrayComm, и анонсированная вместе с партнёром — корпорацией Sony в апреле 2000 года. Она была принята как High Capacity — Spatial Division Multiple Access (HC-SDMA) (дословный перевод: высокое качество — пространственно-разделённый множественный доступ) радиоинтерференционный стандарт (ATIS-0700004-2005), разработанный Объединением по телекоммуникационным промышленным решениям (англ. Alliance for Telecommunications Industry Solutions, ATIS). Стандарт был подготовлен подкомиссией по беспроводному широкополосному беспроводному доступу комитета ATIS по беспроводным технологиям и системам (англ. ATIS’ Wireless Technology and Systems Committee’s Wireless Wideband Internet Access subcommittee) и принят как американский национальный стандарт в 2005.
HC-SDMA был заявлен как рассмотренный группой ISO TC204 WG16 для архитектуры коммуникационных стандартов постоянного действия, известной как воздушные линии связи на больших и среднем расстояниях (англ. Communications, Air-interface, Long and Medium range, CALM), которую ISO разрабатывает для интеллектуальных транспортных систем (англ. intelligent transport systems, ITS). ITS может включать в себя приложения для общественной безопасности, управления перегрузкой сети во время коллизий, набор автоматических инструментов и многое ещё. Официальная связь между WTSC и ISO TC204 WG16 для этого была установлена в 2005 году.
Интерфейс HC-SDMA предоставляет сетевую широкополосную беспроводную передачу данных для стационарных, портативных и мобильных компьютерных устройств и приборов. Протокол спроектирован таким образом, чтобы функционировать на технологии решётки «умных антенн» (называемой MIMO — сокращение от multiple-input multiple-output) в основном для улучшения радиочастотной зоны действия, пропускной способности и производительности системы. В январе 2006 года рабочая группа IEEE 802.20 по мобильному широкополосному беспроводному доступу (англ. IEEE 802.20 Mobile Broadband Wireless Access Working Group) приняла заявку на технологию, которая включает использование HC-SDMA стандарта для режима работы стандарта с частотой 625 кГц и многоканальной дуплексной связью с временным разделением. Один канадский производитель использует частоту 1.8 ГГц.

## Техническое описание
HC-SDMA интерфейс работает на объектах таких как сотовые телефоны, с плавной передачей управления между HC-SDMA ячейками неоднократно, предоставляя пользователю непрерывный беспроводной доступ в Интернет, даже несмотря на движение со скоростью автомобиля или поезда.
Предлагаемые выгоды стандарта:
- IP роуминг и плавная передача управления от одной ячейки к другой при перемещении абонента сотовой сети (на более чем 1 Мбит/с)
- Новые MAC и PHY с IP и адаптивными антеннами
- Оптимизировано для полной мобильности на скорости транспорта до 250 км/ч
- Работает на лицензионных полосах частот (ниже 3.5 ГГц)
- Использует архитектуру пакетов
- Небольшое время ожидания

Некоторые технические детали:
- Полосы частот в 5, 10 и 20 МГц.
- Максимальная скорость передачи данных — 80 Мбит/с.
- Спектральная производительность до 1 бит/с/Гц с использованием технологии множественного входа/множественного выхода (MIMO).
- Перескоки по разделённой на уровни частоте распределяют OFDM несущие частоты по ближним, средним и дальним телефонным трубкам, улучшая SNR (лучше всего работает для SISO аппаратов).
- Поддерживает низкоскоростную передачу эффективно, передавая до 100 телефонных звонков за МГц.
- Гибридный механизм ARQ до 6 передач и несколько выборов чередования операций.
- Стандартный период слота в 913 микросекунд, передавая 8 OFDM символов.
- Один из первых стандартов поддерживал TDM (FL,RL) и раздельно-частотное (FL, RL) размещение.

Протокол:
- устанавливает базовую станцию и RF характеристики пользовательского устройства, включая энергетические уровни выходного сигнала, передающие частоты и ошибку синхронизации, формирование импульсов, паразитические излучения внутри и вне полосы частот, чувствительность и избирательность приёмника;
- определяет взаимодействующие пакетные структуры для различных типов пакетов, включая стандартные потоки с уровня вниз и вверх, подкачка и трансляцию типов пакетов;
- устанавливает модуляцию, прямое исправление ошибок, чередование операций и скрэмблирование для различных типов пакетов;
- описывает различные логические каналы (трансляция, подкачка, произвольный доступ, конфигурацию и каналы трафика) и их роли в установлении связи через радиоканал;

и
- устанавливает алгоритмы для устранения ошибок и повторной передачи.

Протокол также поддерживает механизмы Layer 3 (L3) для создания и управления логическими соединениями (сеансами) между пользовательским устройством и опорной станцией, включая учётную запись, начало потока, управление мощностью, передачу, адаптацию канала связи и закрытие канала, так же как L3 механизмы для аутентификации пользовательского устройства и безопасную передачу по каналам связи. В настоящее время развёрнутые iBurst системы предоставляют подключение до 2 Мбит/с для каждого пользовательского оборудования. Очевидно, в будущем появятся варианты обновления прошивки для повышения этих скоростей до 5 Мбит/с, совместимые с HC-SDMA протоколом.

## История
Рабочая группа 802.20 была предоставлена в ответ на изделия, использующие технологию, первоначально разрабатываемую компанией ArrayComm, и продаваемые под торговой маркой iBurst. Объединение по телекоммуникационным промышленным решениям приняла iBurst как стандарт ATIS-0700004-2005. Рабочая группа по мобильному широкополосному беспроводному доступу была утверждена Департаментом IEEE по стандартам 11 декабря 2002 года, чтобы подготовить официальную спецификацию по основанному на пакетной передаче эфирному интерфейсу, предназначенному для базирующихся на IP услуг. На высоте своего положения группа состояла из 175 участников. Изначально разрабатываемый стандарт был окрещён как «Mobile-Fi», так как предполагалось, что этот стандарт предоставит мобильное подключение по низким ценам.
8 июня 2006 года Департамент IEEE-SA по стандартам приказал, чтобы все работы рабочей группы 802.20 были временно, до 1 октября 2006 года, приостановлены. Решение исходило от жалоб на отсутствие открытости и того, что председатель группы, Джерри Аптон, благоволил компании Qualcomm. Беспрецедентный шаг последовал после того, как остальные рабочие группы подверглись обвинениям, связанным с заявлениями огромных компаний и подрывающим процесс стандартизации. Компании Intel и Motorola подали апелляции, заявив, что им не дали времени приготовить свои предложения. Эти заявления были процитированы в 2007 году в судебном иске, поданном компанией Broadcom против Qualcomm.
15 сентября 2006 года Департамент IEEE-SA по стандартам утвердил план дать возможность рабочей группе двигаться к завершению и утверждению посредством реорганизации. Председателем на заседании в ноябре 2006 года был Арнольд Гринспан. 17 июля 2007 Исполнительный Комитет IEEE 802 вместе с их Надзорным Комитетом 802.20 утвердили изменение голосования в рабочей группе 802.20. Вместо голосования каждого присутствующего человека, каждый организация будет иметь один голос.
12 июня 2008 года IEEE утвердила основной стандарт к публикации. Дополнительные вспомогательные и совместимые стандарты включали в себя IEEE 802.20.2-2010, протокол формулировки согласованности, 802.20.3-2010, характеристики минимальной производительности, поправка 802.20a-2010 для базы управляющей информации (англ. Management Information Base, MIB) и некоторые исправления, поправка 802.20b-2010 для поддержки бриджинга — межсетевого взаимодействия.
Стандарт 802.20 был приведён в состояние ожидания в марте 2011 года, обусловленное отсутствием активности.
В 2004 году другая стандартизирующая группа по беспроводным сетям была сформирована как 802.22 для беспроводных региональных сетей, использующих незадействованные частоты телевизионных станций. Испытания, такие как проведённые в Нидерландах компанией T-Mobile International в 2004 году, были объявлены как «предстандарт 802.20». Они были основаны на технологии ортогонального частотного мультиплексирования, известной как FLASH-OFDM, разработанной компанией Flarion (с 2006 года принадлежащей компании Qualcomm). Тем не менее, остальные поставщики услуг вскоре приняли стандарт 802.16e (мобильную версию WiMAX).
В 2008 году Ассоциация радиопромышленности и фирм (англ. Association of Radio Industries and Businesses, ARIB) в Японии приняла стандарт 802.20-2008 как ARIB STD-T97. Компания Kyocera продаёт товары, поддерживающие стандарт, под именем iBurst. На март 2011 года, Kyocera заявила, что 15 операторов в 12 странах предлагают эту услугу.

## Коммерческое использование
Различные опции уже доступны в коммерческом плане использовании:
- Настольного модема с USB и Ethernet портами (с внешней подачей энергией)
- Портативного USB модема (используя подачу энергии через USB)
- Лэптопного модема (карта ПК)
- Беспроводного домашнего шлюза
- Мобильного широкополосного роутера

iBurst был в коммерческом доступе в 12 странах в 2011 году, включая Азербайджан, Ливан и Соединённые Штаты.
iBurst (Pty) Ltd начала работать в Южной Африке в 2005.
iBurst Africa International предоставила эту услугу в Гане в 2007 году, и затем позже в Мозамбике, Демократической Республике Конго и Кении.
MoBif Wireless Broadband Sdn Bhd начала обслуживание в Малайзии в 2007 году, поменяв его название на iZZinet. Этот поставщик услуг прекратил деятельность в 2011 году.
В Австралии, Veritel and Personal Broadband Australia (дочерняя компания Commander Australia Limited) предлагала услуги iBurst, однако обе закрылись после роста 3.5G и 4G мобильных сервисов. Компания BigAir переняла клиентов Veritel’s iBurst в 2006 году и прекратила обслуживание в 2009 году. Personal Broadband Australia’s iBurst сервис был закрыт в декабре 2008-го.

### Сравнение с другими стандартами и технологиями
Стандарт IEEE 802.20 по мобильному широкополосному беспроводному доступу не получил широкого распространения из-за множества других стандартов, предоставляющих аналогичные услуги.
iBurst предлагала более высокую скорость беспроводного соединения с Интернетом, чем 3G, делая эту технологию одной из многообещающих и высококачественных беспроводной интернет-технологий в начале 2000-х годов. Сегодня ниша продукции, в основном, ограничена районами, где 3G и 4G не могут функционировать из-за бедности инфраструктуры, небольшого количества доступных вышек или других ограничивающих требований.
iBurst как стандарт IEEE был выпущен позже, чем IEEE WiMax и высокоскоростной пакетный доступ (HSPA), препятствуя его принятию производителями и поставщиками услуг, уже утвердившие ранее выпущенные телекоммуникационные стандарты.
Ещё одним, помимо стандартов 3G и 4G, конкурентом является стандарт IEEE 802.16e, предоставляющий широкополосный доступ мобильным пользователям. IEEE 802.16e предоставляет доступ пользователям, двигающимся с меньшей скоростью, чем в случае с IEEE 802.20, и использует уже имеющуюся стационарную беспроводную архитектуру, в то время как 802.20 требует дополнительного оборудования в виде адаптивных антенн.